# Mehmet Taş
Mehmet Taş (sinh ngày 20 tháng 3 năm 1991) là một cầu thủ bóng đá Thổ Nhĩ Kỳ thi đấu cho Gençlerbirliği.